# Nordsjön
För andra betydelser, se Nordsjön (olika betydelser).
Nordsjön är ett randhav till Atlanten och ligger på den nordvästeuropeiska  kontinentalsockeln. Till Nordsjön räknas Skagerrak. Nordsjön sammanhänger med resten av Atlanten genom Engelska kanalen samt Pentlandsundet och åtskilliga öppningar mellan Orkney- och Shetlandsöarna. Mellan Shetlandsöarna och Norge övergår Nordsjön genom en bred öppning i den subpolara bassäng, som allmänt kallas Norska havet. Östersjön sammanhänger med Nordsjön genom Öresund, Kattegatt och Skagerrak. Gränsen mot Skagerrak utgörs av en tänkt linje från Lindesnes i Norge till Hanstholm i Danmark. 
Nordsjöns stränder har från äldsta tider varit bebodda[källa behövs] och är ett av de mest trafikerade farvattnen på jorden. I en 150 kilometer bred strimma längs Nordsjöns södra strandlinje bor 80 miljoner människor. I belgiska och holländska havsnära regioner är befolkningstätheten omkring 1 000 invånare per kvadratkilometer. Mellan Hamburg och Bryssel etablerade sig många stora industrier, bland annat tung industri. I havet finns numera över 450 oljeplattformar som till största delen tillhör Norge.
Tjocka, dimma och regn förekommer under alla årstider. Havsfloran och –faunan är mycket rika, och flera fiskarter, såsom torsk, sill, hälleflundra och sjötunga, är föremål för intensiva fisken. Mycket av den torsk som säljs i Sverige fiskas i Nordsjön.

## Etymologi
Namnet Nordsjön har sitt ursprung i en variant av tyska som talades under medeltiden av de folkslag som vid denna tid bodde vid Nordsjöns sydöstra strandlinje, till exempel friser. Även för de tyska städerna som var sammanslutna i Hansan var havet beläget i norr och Östersjön i öst. I samband med kartor från Hansan spreds namnet över hela Europa. Andra beteckningar som länge var i bruk är Mare Frisicum, Oceanum Frisicum eller Mare Germanicum. I Danmark som ligger öster om Nordsjön används även idag namnet Vesterhavet så väl som Nordsøen.

## Geologi och hydrologi

### Uppkomst
Nordsjön är ett relativt gammalt hav som i sin ursprungliga form existerade för 350 miljoner år sedan. Sedan dess har havet genomgått olika förändringar. Den slutgiltiga nedflyttningen av Nordsjöns bäcken skedde under tertiär. Först vid slutet av senaste istiden för cirka 10 000 år sedan hade havet i stort sett dagens utbredning.[källa behövs] Även idag förändrar sig Nordsjön dynamiskt. Så höjdes havets vattenspegel under de senaste 7 500 åren med i genomsnitt 33 centimeter per sekel. Under det gångna århundradet höjdes vattenspegeln med 20 till 25 cm.
Under de senaste istiderna var Nordsjön flera gånger täckt av is. I mellanliggande varma tider var stora delar av dagens kustlinje översvämmade. Under Weichselnedisningen var stora vattenmängder bundna som is då inlandsisen över Skandinavien var 3 km tjock. Nordsjöns vattenspegel var därför 120 meter lägre och kustlinjerna fanns 600 km längre norrut än idag. Landförbindelsen mellan Storbritannien och Centraleuropa som fanns vid denna tid har fått namnet Doggerland (efter Doggers bankar) och var bebodd av människor.
Ungefär för 8 000 år sedan öppnades Engelska kanalen igen och vid södra stranden bildades Vadehavet.

### Havsdjup

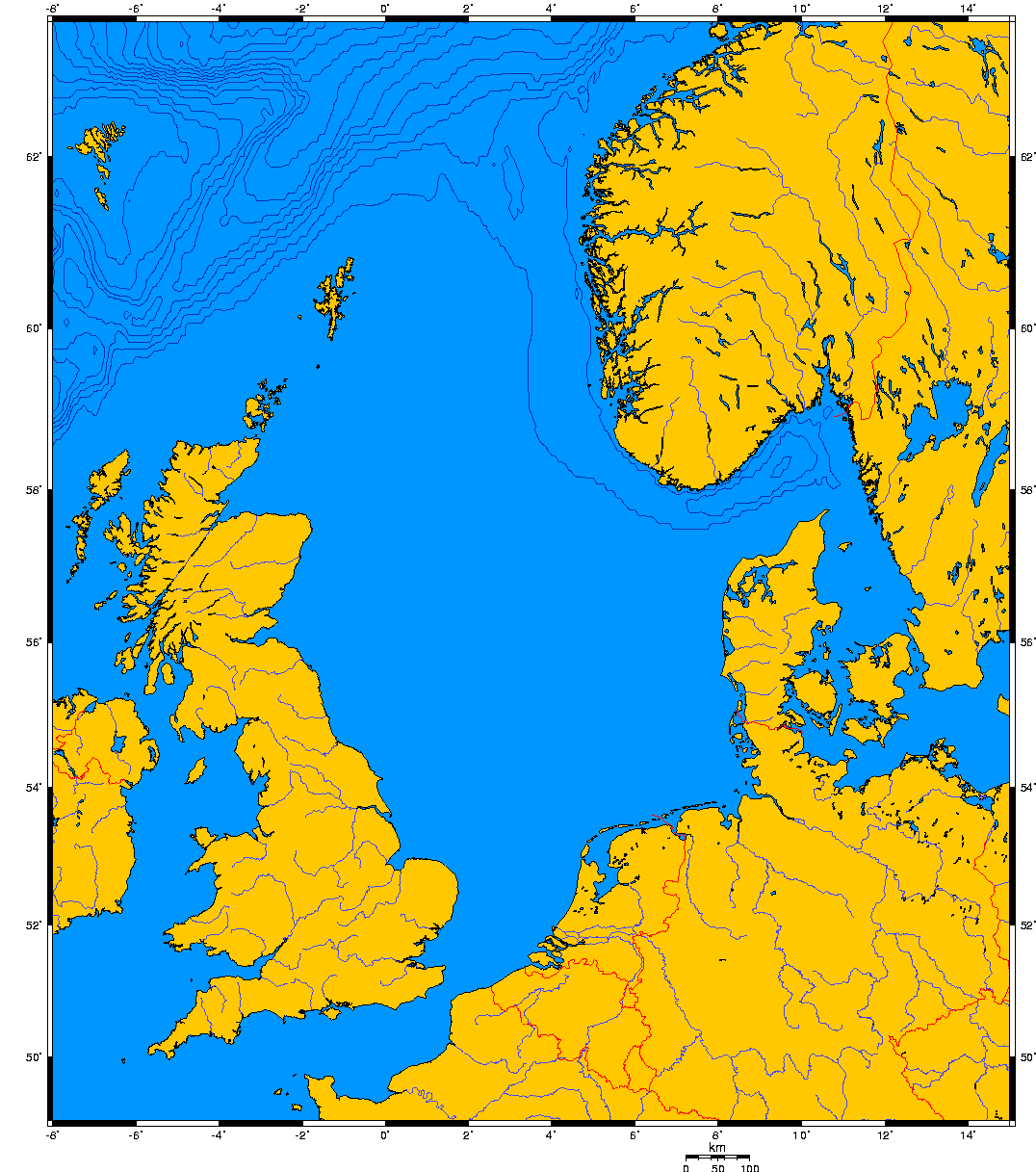
Karta över Nordsjöns djup och tillflöden, rännan längs Norges kustlinje syns tydlig

Nordsjön är i genomsnitt 93 meter djup men den södra delen är inte djupare än 50 meter. Dess areal är ca 575 000 kvadratkilometer och volymen är ungefär 54 000 km3. Sitt största djup har den i en utmed Norges södra kust löpande ränna, där djupet uppgår till 725 meter. Vid Doggers bankar är djupet bara 13 till 37 meter. Dylika oregelbundenheter i sjöbottnen finns på flera ställen och kallas av engelska fiskare banks och pils. Längs kusterna av Holland, Belgien och Storbritannien finns ett stort antal grund och sandbankar, som löper nästan parallellt med stränderna och består av sand och grus, som floderna medfört och som sedan ordnats av tidvattnet.
Vadehavet sträcker sig från Den Helder i Nederländerna längs hela tyska kusten till Esbjerg i Danmark.

### Hydrologi
Saltast är vattnet utanför norska kusten (32 till 35 promille) och minst salt finns i Skagerrak och i Nordsjöns södra del (15 till 25 promille), där flera större floder rinner ut, såsom Elbe, Weser, Ems, Rhen och Themsen.
Temperaturen på ytvattnet varierar i januari mellan 3 °C och 7 °C och i juli mellan 11 °C och 17 °C. I södra delen av Nordsjön, där havet är jämförelsevis grunt, är bottenvattnet om sommaren föga kallare än ytvattnet, men längre norrut är det en betydlig värmeskillnad, uppgående vid Aberdeen till 6 °C och vid norska kusten till 9,5 °C. Nordsjön fryser aldrig helt men vid kustlinjerna har havet under särskilt kalla vintrar ett mindre istäcke.
Den stora tidvågen från Atlanten delar sig, när den når Brittiska öarna, i två delar, av vilka den ena går genom Engelska kanalen, den andra norr om Skottland. I medeltal utgör skillnaden mellan ebb och flod 3,3 meter, men vid nordvästlig storm stiger floden ända till 7 meter över den vanliga höjden. Dylika så kallade stormfloder har kostat tusentals människor livet och under århundradenas lopp åstadkommit betydliga förändringar på de flacka kusterna.
Genom de floder som mynnar direkt i Nordsjön tillförs årligen mellan 296 och 354 km3 sötvatten och från floder som mynnar i Östersjön tillkommer ytterligare 470 km3. Avrinningsområdet för de förstnämnda är cirka 841 500 km² och för de sistnämnda med 1 650 000 km² nästan dubbelt så stor. Den största sötvattenströmmen flyter huvudsakligen 50 till 100 meter under vattenytan längs rännan vid Norges kustlinje till Atlanten. Vattnet från de stora floderna vid södra strandlinjen blandar sig inte så lätt med Nordsjövattnet och ofta kan dessa strömmar urskiljas långt från kusterna.

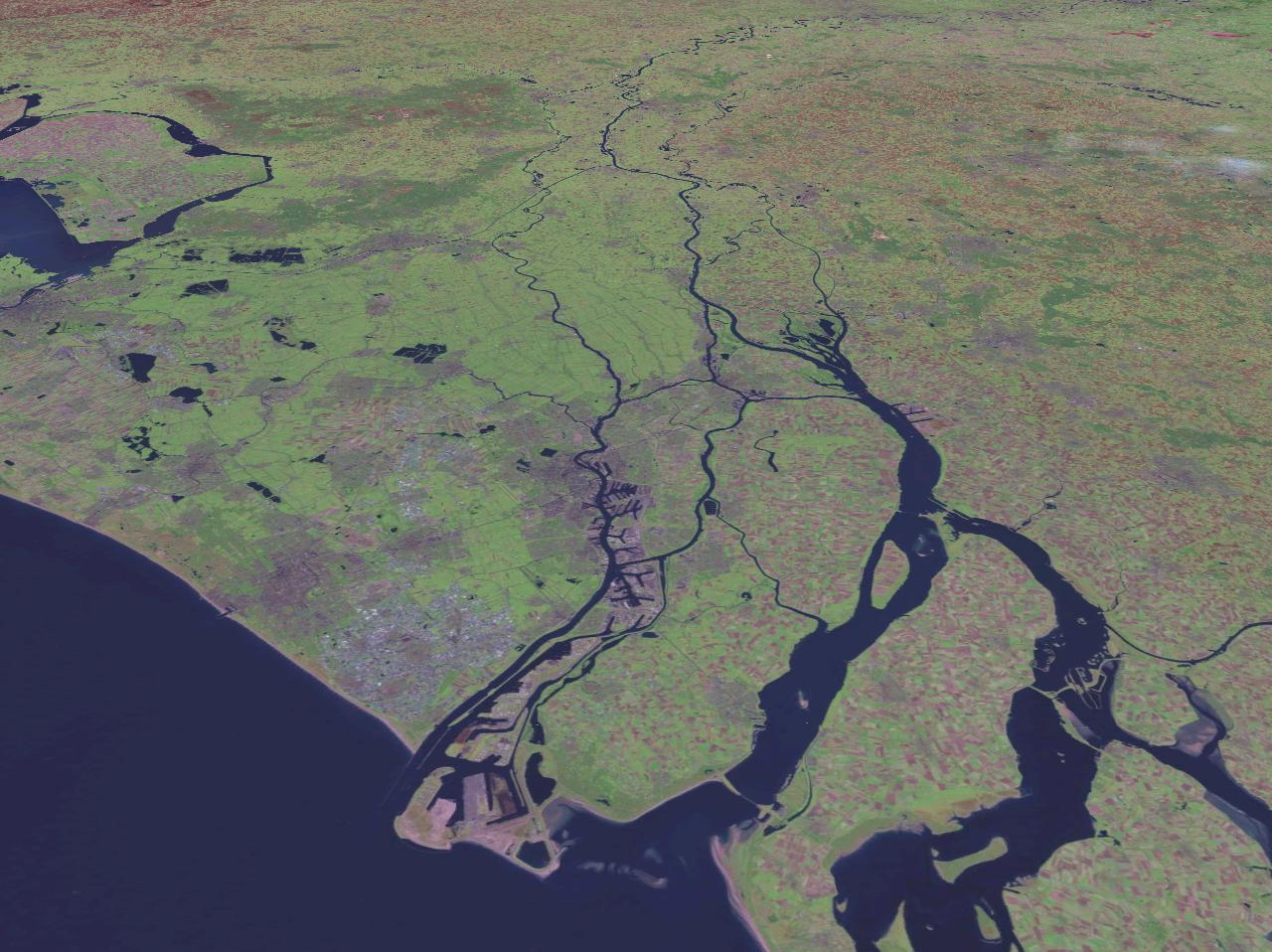
Rhens mynning i Nordsjön

Här följer en lista över Nordsjöns viktigaste direkta tillflöden:

- Rhen/Maas och Waal (Nederländerna) 2 524 m³/s
- Elbe (Tyskland) 856 m³/s
- Glomma (Norge) 603 m³/s
- IJsselmeer (Nederländerna) 555 m³/s
- Weser (Tyskland) 358 m³/s
- Skjern å (Danmark) 206 m³/s
- Firth of Tay (Skottland) 203 m³/s
- Moray Firth (Skottland) 168 m³/s
- Schelde (Belgien/Nederländerna) 126 m³/s
- Humber (England) 125 m³/s
- Forth (Skottland) 112 m³/s
- Ems (Tyskland) 88 m³/s
- Tweed (England) 85 m³/s
- Themsen (England) 76 m³/s

#### Tidvatten
Vid alla kuster längs Nordsjön förekommer det fenomen som kallas tidvatten. Särskilt påtagligt är detta vid Engelska kanalens smalaste del. Vid Calais och Dover skiljer (normalt) 13 resp. 14 meter mellan ebb och flod. Det förra kan också uttryckas som normalvattenstånd +- 6.5 meter. 
Stora skillnader förekommer längs hela brittiska östkusten (och i Irländska sjön). Detsamma gäller för kusterna i Bretagne, Normandie, Flandern, Holland, Friesland samt runt Helgolandsbuktens och västra Jyllands kuster. Vid danska Blåvandshuk och norska Bergen skiljer det normalt 2 meter mellan ebb och flod. Nordens största tidvattenskillnad finner man i danska delen av Vadehavet (c:a 3 meter). I Skagerack är den periodiska tidvattenskillnaden omkring 1 meter. Mätbart periodiskt tidvattnet når också Kattegatt men är där av ringa betydelse. 
Utöver den dagliga variationen, som i huvudsak beror på månens dragningskraft och jordens rotation, förekommer en periodisk förstärkning resp. försvagning av det dagliga tidvattnet. Detta orsakas av att månens avstånd till jorden varierar. Tidvattnet resp. klockslag för högsta (flod) och lägsta (ebb) vattenstånd publiceras regelbundet. De stora tidvattenskillnaderna och de starka strömmar som orsakas av detta, medför att vattnet utanför främst sydöstra Englands kuster ofta ser förorenat ut, oklart och gul-brunaktigt.  
Till de dagliga variationerna kommer även icke periodiska skillnader i vattenståndet, vilka bestäms av väder och vind, strömförhållande etc. Om t.ex. en orkan blåser från ost eller nordost mot Themsens mynning samtidigt som det periodiska tidvattnet är extra högt, skulle detta kunna orsaka översvämning i London. Därför har man byggt en barriär, vilken kan öppnas och stängas, i närheten av Themsens mynning - Themsenbarriären. Hamnar kan antingen vara öppna eller stängbara s.k. dockor. För färjetrafiken mellan kontinenten och Storbritannien krävs öppna hamnar och för tidvattnet särskilt anpassade angöringsbryggor.

## Politisk status

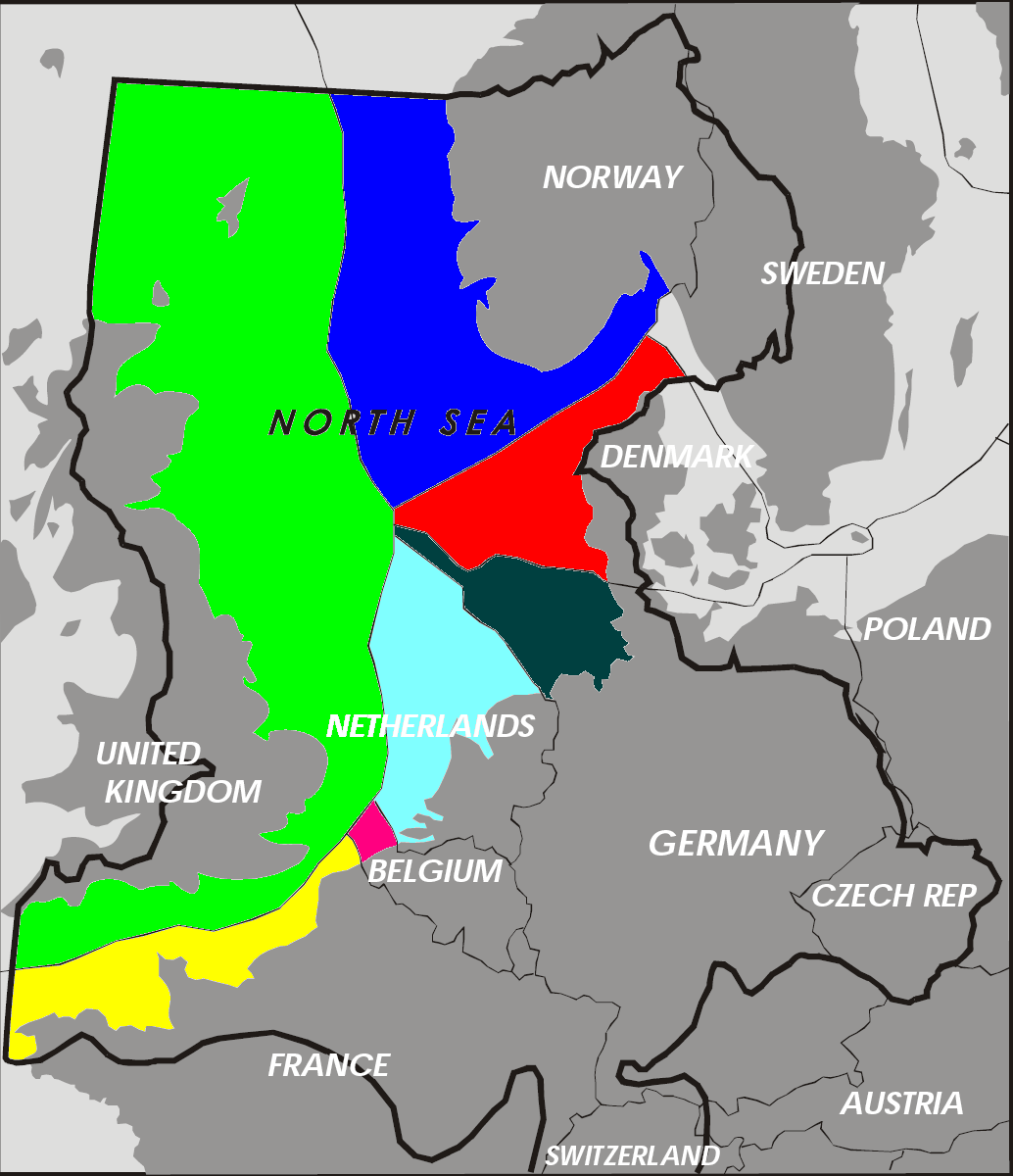
De ekonomiska zonerna i Nordsjön.

Länderna som gränsar till Nordsjön hävdar alla det 22 km långa territorialvattnet inom vilket de har speciella fiskerätter. EU:s gemensamma fiskepolitik finns för att koordinera fiskerätter och assisterar vid dispyter mellan EU-länder och Norge.
3
Efter upptäckten av mineralresurser i Nordsjön, etablerade Konventionen om kontinentalsockeln länders rättigheter vilka till stor del är delade längs mittlinjen. Mittlinjen definieras som linjen där "varje punkt på samma avstånd från den närmsta punkten på de baslinjerna från varifrån bredden av territorialvattnet i varje stat mäts".
Havsbotten mellan Tyskland, Nederländerna och Danmark omfördelades först efter utdragna förhandlingar och en dom av Internationella domstolen i Haag.

## Länder vid Nordsjön
Dessa länder har helt eller delvis sin kust mot Nordsjön.

- Belgien
- Danmark
- Frankrike
- Färöarna (tillhör Danmark)
- Nederländerna
- Norge
- Storbritannien (England och Skottland)
- Sverige
- Tyskland